# السفينة الحربية اليابانية "هيغا"
السفينة الحربية اليابانية (هيغا) (باليابانية: 日向) هي السفينة الحربية الثانية والأخيرة من طراز ISE المصممة للبحرية الإمبراطورية اليابانية (IJN) خلال عام 1910. على الرغم من اكتمالها في عام 1918، لم تلعب أي دور في الحرب العالمية الأولى. وقد دعمت هيغا القوات اليابانية في أوائل العشرينات من القرن الماضي أثناء تدخل سيبيريا في الحرب الأهلية الروسية. وفي عام 1923، ساعدت الناجين من زلزال كانتو العظيم. تم تحديث السفينة جزئيًا على مرحلتين في عامي 1927-1928 و1931-1932، حيث تم إعادة بناء هيكلها العلوي الأمامي بأسلوب صاري المعبد. تم إعادة بناء «هيغا» في 1934-1936، حيث تم إجراء تحسينات على آلات الدروع والدفع لها. بعد ذلك، لعبت دورًا صغيرًا في الحرب الصينية اليابانية الثانية.

## الخدمة العسكرية والتقاعد
على الرغم من إعادة بنائها الباهظة الثمن، كانت السفينة قد عفا عليها الزمن عشية حرب المحيط الهادئ، ولم تشاهد أي إجراء مهم في السنوات الأولى من الحرب. بعد فقدان معظم حاملات الطائرات الكبيرة التابعة لـ IJN خلال معركة ميدواي في منتصف عام 1942، أعيد بناؤها مع سطح للطائرات لتحل محل الزوج الخلفي من أبراج السلاح لإعطائها القدرة على تشغيل مجموعة جوية من الطائرات العائمة؛ ولكن قلة الطائرات والطيارين المؤهلين ادى إلى عدم تشغيل «هيغا» أو طائراتها في القتال مطلقًا. كما شاركت شاركت«هيغا» في معركة خليج ليتي في أواخر عام 1944، حيث ساعدت في تفكيك أسطول الناقل الأمريكي الذي دعم غزو لايتي في الفلبيين بعيدًا عن مناطق الهبوط قرب الشواطئ. بعد ذلك، تم نقل السفينة إلى جنوب شرق آسيا، وكانت في بعض الأحيان بمثابة سفينة القائد. في أوائل عام 1945، شاركت «هيغا» في عملية كيتا، حيث نقلت البنزين والمواد الاستراتيجية الأخرى إلى اليابان. ثم تم تخفيض رتبة السفينة إلى الاحتياطي حتى غرقت خلال الغارات الجوية الأمريكية في يوليو. بعد الحرب، تم تحيول «هيغا» إلى سكراب وذلك في 1946-1947.